# 哈莱姆河快速路
哈莱姆河快速路（英文现名：Harlem River Drive，初始英文名：Harlem River Speedway，其它英文曾用名：Harlem River Driveway）是美国纽约曼哈顿岛上一条大致呈南北向的快速路，现时全长6.76千米（4.2英里），沿哈莱姆河西岸行进，北起位于英伍德的第十大道南端和迪克曼街南端，南至位于东哈莱姆的罗伯特·肯尼迪大桥及富兰克林·德拉诺·罗斯福东河快速路北端，1898年7月首段开通。哈莱姆河快速路同时有纽约州道907P（英文全称：New York State Route 907P，英文缩写：NY 907P）的称呼，“纽约州道907P”亦仅可指代哈莱姆河快速路。 为纪念第369步兵团，该快速路还拥有“第369步兵团哈莱姆地狱战士快速路”（英语：369th Harlem Hellfighters Drive）的别称。

## 历史
哈莱姆河快速路的初始英文名为“Harlem River Speedway”，1894年开工，1898年7月首段竣工。 最初车行道专供马车及骑马者使用，自行车禁行。首通路段仅包括155街至迪克曼街段。建成后不久即有大批游客来到哈莱姆河快速路观赏马车与船竞速，有钱的纽约人亦会在这一时期前来训练马匹和与朋友赛马。

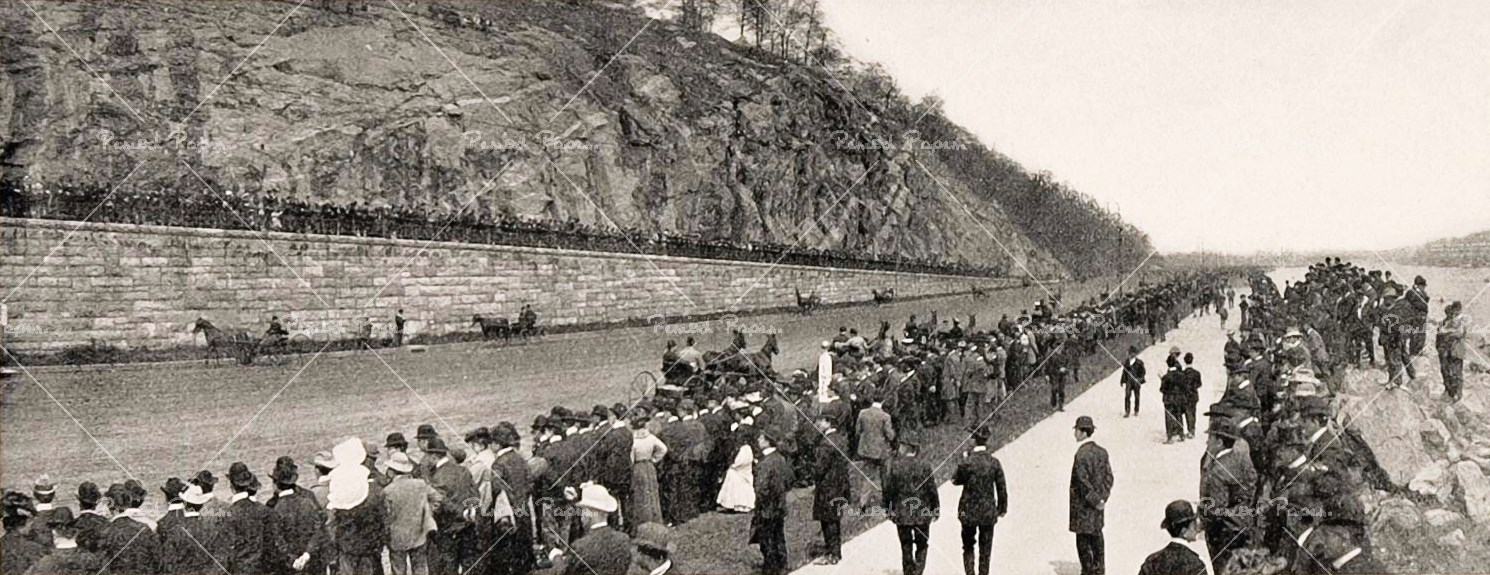
1903年时的哈莱姆河快速路，那时的英文名为“Harlem River Speedway”。

1919年，汽车开始允许在该道路上通行。 1922年，该道路进行硬化铺装，官方英文名改为“Harlem River Driveway”。
1939年，时任曼哈顿区区长斯坦利·M·艾萨克斯宣布了升级并延长哈莱姆河快速路的规划，在这一规划中，哈莱姆河快速路的英文名使用的是现在的“Harlem River Drive”，包含新建连接既有哈莱姆河快速路至东河快速路（今富兰克林·德拉诺·罗斯福东河快速路）北端的4车道快速路。 这一工程的首段为125街至155街部分，包含既有道路升级和新建道路。 来自布朗克斯的车流将可以经过包括包括罗伯特·肯尼迪大桥（2008年之前称“三区大桥”）在内的多座跨哈莱姆河的桥梁驶入哈莱姆河快速路。 哈莱姆河快速路沿线亦包括公园等休闲娱乐设施，东河快速路（今富兰克林·德拉诺·罗斯福东河快速路）也有类似的设计。 哈莱姆河快速路西侧将新建与之平行的辅路。 还将增设通往当时新建的乔治·华盛顿大桥的通道。
该工程最初计划投资1800万美元，其中1100万美元用于快速路工程本身，其余700万美元用于征地。 然而，这一工程充满争议，到1946年时工程预算已升至2600万美元。
现在人们熟悉的哈莱姆河快速路于20世纪50年代至60年代分段竣工。 第八大道至159街（159th Street）段竣工于1951年。 125街与第一大道交口至132街（132nd Street）与公园大道交口路段于1958年竣工，该路段同时连通3座跨哈莱姆河的桥梁。 142街（142nd Streets）至161街（161st Streets）段于1960年开通。 132街（132nd Street） 以南路段于1962年开通。 在1964年，即哈莱姆河快速路全线贯通后不久，哈莱姆河快速路车行道部分全线拓至6车道。
2003年，为纪念在一战中的美国遠征軍的部队——全部由黑人组成的“第369步兵团”，纽约州运输署为哈莱姆河快速路起了“第369步兵团哈莱姆地狱战士快速路”（英语：369th Harlem Hellfighters Drive）的别称。
建于2010年的曼哈顿滨水绿道155街至迪克曼街段（夹在哈莱姆河与哈莱姆河快速路之间）同时为曼哈顿高桥公园的一部分，曼哈顿高桥公园被包括哈莱姆河快速路等多条道路、栅栏长期分割。